# Ixodes auritulus
Ixodes auritulus är en fästingart som beskrevs av Neumann 1904. Ixodes auritulus ingår i släktet Ixodes och familjen hårda fästingar. Inga underarter finns listade i Catalogue of Life.